# Carter (nome)
Carter  è un nome proprio di persona inglese maschile e femminile.

## Origine e diffusione
Il nome riprende un cognome, che significa "colui che usa/trasporta un carro (ingl. cart)".
Il nome è maggiormente diffuso al maschile: negli Stati Uniti, figurava nel 2016 come il 26° nome maschile e come il 454° nome femminile. Ancora più diffuso è in Canada, dove nel 2015 figurava come il 15° nome maschile.

## Onomastico

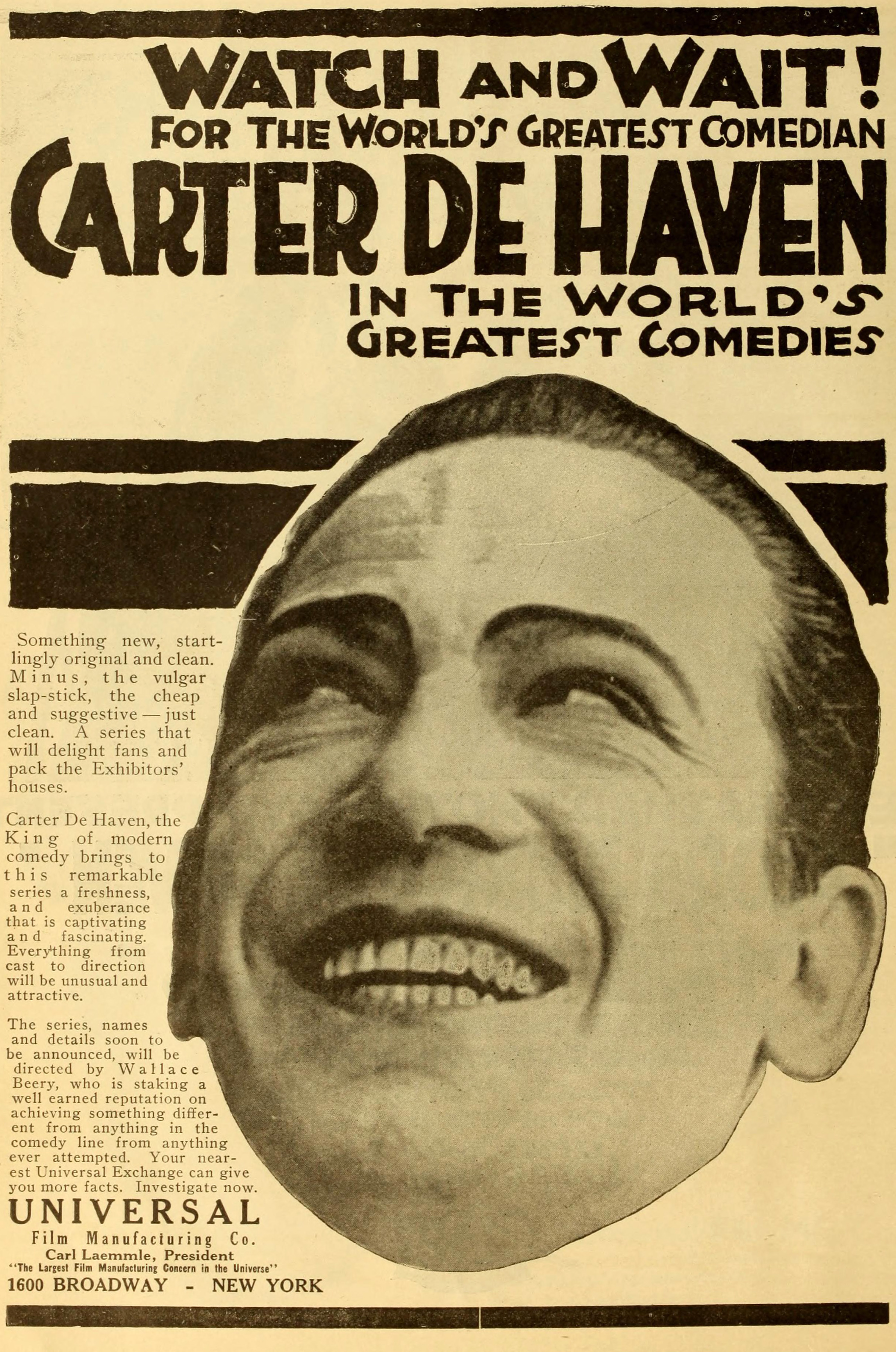
Carter DeHaven

Il nome è adespota. Le persone che portano questo nome possono quindi festeggiare il proprio onomastico il 1º novembre, giorno dedicato alla festa di Ognissanti.

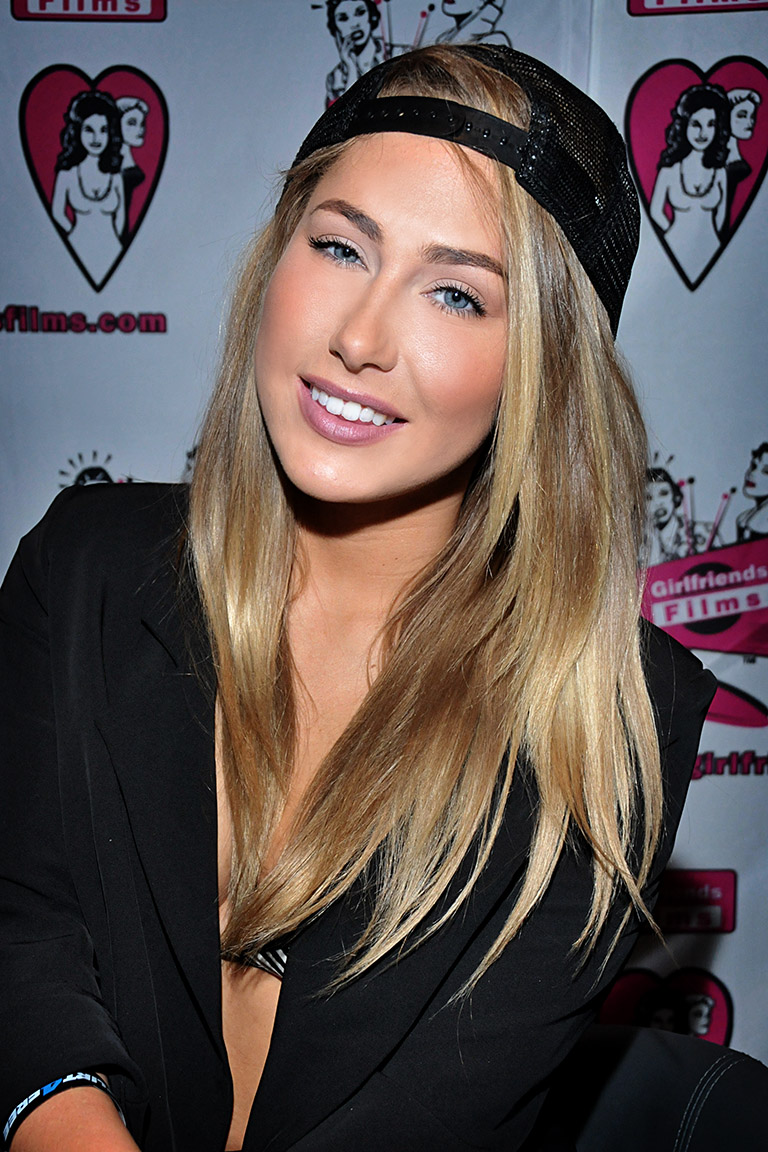
Carter Cruise

## Persone

### Maschile
- Carter Bays, sceneggiatore e produttore televisivo statunitense
- Carter Burwell, compositore e musicista statunitense
- Carter DeHaven, attore, regista, sceneggiatore e produttore cinematografico statunitense
- Carter Jenkins, attore statunitense
- Carter Smith, regista, sceneggiatore e fotografo statunitense
- Carter Trevisani, hockeista su ghiaccio canadese naturalizzato italiano

### Femminile
- Carter Cruise, attrice pornografica statunitense

## Il nome nelle arti
- Carter Walton è un personaggio della soap opera Beautiful, interpretato dall'attore Lawrence Saint-Victor[3]